# Jeff De Boeck
Jeff De Boeck, né Joseph Elie De Boeck le 2 septembre 1918 à Molenbeek-Saint-Jean et mort en 1998, est un compositeur et batteur de jazz belge.

## Biographie
De Boeck joue du tambour à sept ans dans un orchestre d'enfants et suit des cours de musique. À 16 ans, il appartient au groupe amateur Hot & Swing, en 1937 à Bruxelles accompagnant Robert De Kers (Goda Date 'n Louisiana, Decca), en 1940 vient dans l'orchestre de Fud Candrix, avec qui il vient en 1942 dans le Troisième Reich. Il joue avec Willi Stech et accompagne avec son propre groupe de studio la chanteuse Jenny Even (Warum nur, warum (Berking), Odeon O-26534). Sous son propre nom (Jeff De Boeck and His Metro Band, avec Janot Morales (trompette), Bobby Naret (saxophone alto, clarinette), Victor Ingeveldt (saxophone ténor, clarinette), Ivon De Bie (piano), Andre Mersch (guitare) et Gene Kempf (basse)), il enregistre un certain nombre de disques pour Metrophone (1941) et Olympia (1942) à Bruxelles, notamment Only Forever et le Bugle Call Rag. Il participe aussi aux enregistrements de Gus Deloof, Jean Robert, Charles Trenet, Léo Chauliac et Ernst van't Hoff.
Après la fin de la Seconde Guerre mondiale, il est membre de l’International's Dance Orchestra, qui travaille d'abord à Bruxelles et, pour le soutien des troupes américaines, en 1949, lors d’une tournée plus longue aux Pays-Bas. En 1950, il joue avec d'autres célébrités autour de Robert De Kers, le Ronnex Orchestra de Charlie Knegtel au début des années 1950, avec Seven Pipers (avec Jaap Streefkerk) et Jean Douchamps. En 1954, il enregistre le single pop Till We Two Are One/Heart of My Heart pour Decca sous le nom de Jeff De Boeck et ses "Rick and Tickers". À partir de 1955, il apparaît pendant plusieurs années avec son quatuor au Bataclan à Bruxelles.
Dans le domaine du jazz, il est impliqué de 1938 à 1958 dans 76 sessions d’enregistrement. sous le pseudonyme de Whistling Jeff, il joue avec l'organiste David Mackersie ; sous celui de Marc Stelvio, il écrit et arrange, au cours des années suivantes, des chansons pop et schlager pour des chanteurs belges, comme Salvatore Adamo, Jacky Demone et Danyel Dirk.
À partir de 1959, il abandonne la musique alors qu'il est directeur artistique de La voix de son maître. Il fonde aussi le label Ardmore Beechwood (qui fait maintenant partie de Capitol) avant de prendre sa retraite en 1981.